# Сонсебо-Сонбеваль
Сонсебо-Сонбеваль (нем. Sonceboz-Sombeval) — коммуна в Швейцарии, в кантоне Берн. 
Входит в состав округа Куртелари. Население составляет 1740 человек (на 31 декабря 2006 года). Официальный код — 0444.